# 増島みどり
増島 みどり（ますじま みどり、1961年5月21日 - ）は、日本のスポーツジャーナリスト。

## 人物
神奈川県鎌倉市出身。学習院大学法学部政治学科卒業後、1984年に日刊スポーツ新聞社に入社。日刊スポーツ時代はアマチュア野球、プロ野球（読売ジャイアンツ担当）、アマチュアスポーツ全般、サッカーなど幅広い分野でのスポーツ取材を経験する。
1997年に日刊スポーツを退職してフリーランスのスポーツジャーナリストに転身してからは、多くのアスリートたちと取材を通して関係を深める傍ら、自らが主宰するウェブサイトからも情報発信をおこなっている。
2020年現在、法政大学スポーツ健康学部で教鞭を執っている。
また、サッカー日本女子代表チームの愛称を公募した際には審査委員を務め、『なでしこジャパン』命名に立ち会っている。

## 著書
- 『6月の軌跡 '98フランスW杯日本代表39人全証言』（文藝春秋）
- 『醒めない夢 アスリート70人が語った魔法の言葉」（ザ・マサダ）
- 『シドニーへ 彼女たちの42.195Km』（文藝春秋）
- 『ゴールキーパー論』（講談社）
- 『オリンピアン、108年目の夏』（角川書店）
- 『ジーコ セレソンに自由を』（講談社）
- 『In His Times－中田英寿という時代』（光文社）